# Псемён (село)
Псемён — село в Урупском районе Карачаево-Черкесской республики в составе Курджиновского сельского поселения.

## География
Расположено примерно в 22 километрах на запад (по шоссе) от райцентра на реке Большая Лаба у впадения правого притока Псемён, высота центра села над уровнем моря — 864 м.

## История
Основано как станица Псеменская в 1861 г. В 1862 году, во время общечеркесского восстания, на станицу было совершено нападение ахчипсховцами и шахгиреевцами. Часть населения была уведена в плен в Закавказье через долину реки Малая Лаба. Вскоре после этого они были освобождены ввиду того, что абазины были вынуждены бежать в Турцию.

## Население
| 2002 | 2010 | 2021 |
| ---- | ---- | ---- |
| 626  | ↗899 | ↘835 |